# Filomeno Bravo
Filomeno Bravo (1838, Colima, México - 1877) fue un general republicano y gobernador de Colima así como el causante de la muerte de Manuel Álvarez Zamora.

## Biografía
Nació en la ciudad de Colima en 1838. Después de la derrota en Salamanca (Guanajuato) y de la traición de Landa, cuando él era sólo un teniente del 5.º Batallón de línea, él fue el encargado de fusilar a Benito Juárez y a sus ministros que estaban presos, el 14 de marzo de 1858, cuando él irrumpe en el Palacio de Gobierno junto con otros 25 soldados toma el Palacio y a punto de fusilar a Juárez, Guillermo Prieto le salva la vida, al ponerse entre Benito Juárez y los soldados, emitiendo su célebre frase: ¡¡Los valientes no asesinan!!. Cuando fue hecho prisionero por Juan Zuazua en Zacatecas, Juárez le entregó una tarjeta a Bravo con la leyenda "Reciprocidad en la vida", y es así como posteriormente se convierte al lado de los Republicanos junto con el Coronel Julio García. En 1871 de adhiere al Plan de la Noria y al morir Juárez se amnistía.

## Muerte
Fue Gobernador Constitucional del Estado de Colima entre 1875 y 1877 y partidario del Presidente Sebastián Lerdo de Tejada frente a la Revolución de Tuxtepec, donde enfrenta a los vencedores donde es capturado, torturado y ejecutado. Muere en 1877.
| Predecesor: Francisco Santa Cruz | Gobernador de Colima 1873 - 1877 | Sucesor: Doroteo López |

- Datos: Q5862010